# 2014년 LG 트윈스 시즌
2014년 LG 트윈스 시즌은 LG 트윈스의 KBO 리그에서의 33번째 시즌이자 김기태 감독 부임 후 3번째 시즌이다. 시즌 도중에 김기태
감독은 사퇴 후 양상문 감독의 선임으로 팀은 정규시즌 4위를 차지하며 2년 연속 포스트시즌에 진출했다. 준플레이오프에서 NC를 꺾고 플레이오프에서 넥센한테 패해 한국시리즈 진출 실패했다.(양상문 감독은 최초로 포스트시즌 진출 했으나 롯데 성적은 5위 이후 9년 만에 최고 성적을 기록 했다.) 한국시리즈에 진출하지 못했기 때문에 최종 성적은 4위로 유지했다.

## 시즌 준비
2014년 1월 3일 잠실야구장에서 열린 선수단 시무식을 시작으로 1월 15일부터 애리조나로 이동하여 전지 훈련을 시행한 후 2월 11일 오키나와로 이동하여 모든 전지 훈련을 마친 후 2014년 시즌을 시작한다.

## 시범 경기

#### 시범 경기 순위
- 2014년 시범 경기 최종 순위

| 순위 | 구단          | 경기 | 승 | 패 | 무 | 승률 | 연속 | 게임차 |
| ---- | ------------- | ---- | -- | -- | -- | ---- | ---- | ------ |
| 1    | 두산 베어스   | 11   | 4  | 2  | 5  | .667 | 3승  | -      |
| 2    | LG 트윈스     | 10   | 5  | 4  | 1  | .556 | 1승  | 0.5    |
| 2    | NC 다이노스   | 11   | 5  | 4  | 2  | .545 | 2승  | 0.5    |
| 4    | KIA 타이거스  | 12   | 6  | 5  | 1  | .500 | 1패  | 0.5    |
| 5    | 한화 이글스   | 12   | 4  | 4  | 4  | .444 | 2승  | 1.0    |
| 6    | 삼성 라이온즈 | 10   | 4  | 5  | 1  | .444 | 2패  | 1.5    |
| 6    | 넥센 히어로즈 | 12   | 4  | 5  | 3  | .444 | 4패  | 1.5    |
| 6    | SK 와이번스   | 11   | 4  | 5  | 2  | .444 | 1패  | 1.5    |
| 9    | 롯데 자이언츠 | 11   | 4  | 6  | 1  | .400 | 4패  | 2.0    |

## 정규 리그

#### 정규 리그 순위
- 2014년 정규 리그 최종 순위

| 순위 | 구단          | 경기 | 승 | 패 | 무 | 승률  | 연속 | 게임차 | 포스트시즌         |
| ---- | ------------- | ---- | -- | -- | -- | ----- | ---- | ------ | ------------------ |
| 1    | 삼성 라이온즈 | 128  | 78 | 47 | 3  | 0.624 | 1패  | -      | 한국시리즈 진출    |
| 2    | 넥센 히어로즈 | 128  | 78 | 48 | 2  | 0.619 | 6승  | 0.5    | 플레이오프 진출    |
| 3    | NC 다이노스   | 128  | 70 | 57 | 1  | 0.551 | 1패  | 8.5    | 준 플레이오프 진출 |
| 4    | LG 트윈스     | 128  | 62 | 64 | 2  | 0.492 | 3패  | 16.0   | 준 플레이오프 진출 |
| 5    | SK 와이번스   | 128  | 61 | 65 | 2  | 0.484 | 1패  | 17.0   | 진출실패           |
| 6    | 두산 베어스   | 128  | 59 | 68 | 1  | 0.465 | 1승  | 20.5   | 진출실패           |
| 7    | 롯데 자이언츠 | 128  | 59 | 68 | 1  | 0.465 | 1승  | 21.5   | 진출실패           |
| 8    | KIA 타이거즈  | 128  | 54 | 74 | 0  | 0.422 | 2승  | 26.0   | 진출실패           |
| 9    | 한화 이글스   | 128  | 49 | 77 | 2  | 0.389 | 5패  | 29.0   | 진출실패           |

## 퓨처스 리그

### 퓨처스 리그 순위
- 2014년 퓨처스 리그 최종 순위
  - 경기 :
  - 승 :
  - 패 :
  - 무 :
  - 순위 :

## 선수 통계

### 타자 TOP
| 부문        | 선수 | 기록 |
| ----------- | ---- | ---- |
| 타율(AVG)   | -    | .000 |
| 홈런(HR)    | -    | 0    |
| 타점(RBI)   | -    | 0    |
| 득점(R)     | -    | 0    |
| 안타(H)     | -    | 0    |
| 출루율(OBP) | -    | .000 |
| 장타율(SLG) | -    | .000 |
| 도루(SB)    | -    | 0    |

### 투수 TOP
| 부문          | 선수 | 기록 |
| ------------- | ---- | ---- |
| 승리(W)       | -    | 0    |
| 평균자책(ERA) | -    | 0.00 |
| 탈삼진(SO)    | -    | 0    |
| 세이브(SV)    | -    | 0    |
| 야구(HLD)     | -    | 0    |
| 승률(WPCT)    | -    | .000 |

## 코칭스태프
| 직위                             | 이름   | 비고                     |
| -------------------------------- | ------ | ------------------------ |
| 감독                             | 조계현 | 감독 대행                |
| 수석 코치                        | 조계현 |                          |
| 타격 코치                        | 김선진 |                          |
| 타격 코치                        | 신경식 |                          |
| 투수 코치                        | 강상수 |                          |
| 투수 코치                        | 박석진 |                          |
| 수비 코치                        | 류지현 |                          |
| 작전/주루 코치                   | 최태원 |                          |
| 외야 수비 코치                   | 김민호 |                          |
| 배터리 코치                      | 장광호 |                          |
| 트레이닝 코치                    | 김용일 |                          |
| 퓨처스 리그 감독                 | 김무관 |                          |
| 퓨처스 리그 수석, 작전/주루 코치 | 김인호 |                          |
| 퓨처스 리그 타격 코치            | 손인호 |                          |
| 퓨처스 리그 투수 코치            | 계형철 | (1군 투수코치 순환 겸임) |
| 퓨처스 리그 투수 코치            | 조규제 |                          |
| 퓨처스 리그 수비 코치            | 박종호 |                          |
| 퓨처스 리그 배터리 코치          | 김정민 |                          |
| 3군 총괄                         | 차명석 |                          |
| 3군 타격/배터리 코치             | 최동수 |                          |
| 3군 투수 코치                    | 경헌호 |                          |
| 3군 수비 코치                    | 김우석 |                          |
| 3군 작전/주루 코치               | 박준태 |                          |
| 3군 사감/재활 코치               | 이홍범 |                          |

## 타이틀
- 인천 아시안 게임 금메달: 조계현(코치), 류지현(코치), 봉중근, 유원상
- 팀 노히트노런: 신정락, 유원상, 신재웅 (1호)
- ADT캡스 수비상: 우규민 (투수)
- 조아제약 프로야구대상 조아바이톤상: 이병규 (1974년)
- 스포츠서울 올해의 코치상: 강상수
- 카스포인트 어워즈 레전드상: 김재박
- 포브스 구단가치 평가 1위: LG 트윈스 (1265억)
- 한국갤럽 선정 가장 좋아하는 한국인 야구선수 8위: 이병규 (1974년)
- 준플레이오프 MVP: 최경철
- 올스타 선발: 봉중근 (불펜투수)
- 올스타전 추천선수: 이동현, 최경철, 이병규 (1983년)
- 올스타전 퍼펙트피처 우승: 이동현
- 올스타전 승리감독상: 양상문
- 컴투스프로야구 선정 LG의 프렌차이스 스타: 이병규(1974년), 박용택, 오지환, 우규민, 이동현, 이진영, 봉중근
- 완투: 리오단 (2)
- 완봉: 리오단 (1)
- 구원승: 신재웅 (8)
- 도루 저지: 최경철 (30)

### 퓨처스리그
- 퓨처스 올스타: 송윤준, 김지성, 양원혁, 배정대
- 3루타: 양원혁 (9)
- 평균자책점: 장진용 (3.60)
- 북부리그 홀드: 김기표 (6)

## 선수단
- 선발투수: 리오단, 우규민, 류제국, 티포드, 장진용, 임지섭
- 구원투수: 이동현, 임정우, 신재웅, 정찬헌, 유원상, 윤지웅, 신정락, 정현욱, 이상열, 신동훈, 김기표, 류택현, 신승현, 김선규
- 마무리투수: 봉중근, 최동환, 김선우
- 포수: 최경철, 현재윤, 조윤준, 김재민, 윤요섭
- 1루수: 정성훈, 최승준, 문선재
- 2루수: 손주인, 박경수, 황목치승, 김용의
- 유격수: 오지환, 박용근,  권용관
- 3루수: 조쉬벨, 김지성
- 좌익수: 이병규 (1983년), 백진우, 정의윤
- 중견수: 박용택, 스나이더, 임재철
- 우익수: 이진영, 채은성
- 지명타자: 이병규 (1974년)

## 선수 이적

### 영입
| # | 이름        | 포지션 | 이적 전 소속 | 이적유형                           | 이적시기         |
| - | ----------- | ------ | ------------ | ---------------------------------- | ---------------- |
| 1 | 임재철      | 외야수 | 두산 베어스  | 2차 드래프트 이적                  | 2013년 11월 22일 |
| 2 | 이창호      | 투수   | NC 다이노스  | 2차 드래프트 이적                  | 2013년 11월 22일 |
| 3 | 정혁진      | 투수   | 두산 베어스  | 2차 드래프트 이적                  | 2013년 11월 22일 |
| 4 | 신승현      | 투수   | KIA 타이거즈 | FA 이대형의 보상선수 자격으로 이적 | 2013년 11월 27일 |
| 5 | 김선우      | 투수   | 두산 베어스  | 방출 후 영입                       | 2013년 12월 2일  |
| 6 | 조쉬 벨     | 내야수 |              | 외국인 선수                        | 2014년 1월 10일  |
| 7 | 코리 리오단 | 투수   |              | 외국인 선수                        | 2014년 1월 10일  |

### 신인 드래프트
| 1차 지명 | 2차 지명 (지명순) |
| -------- | --- |
| 임지섭   | 1순위 배병옥 2순위 장준원 3순위 양석환 4순위 류형우 5순위 한석현 6순위 진재혁 7순위 조윤성 8순위 오세민 9순위 김정택 10순위 박재욱 |

### 방출
| #  | 이름   | 포지션 | 이적 후 소속  | 이적유형            | 이적시기         |
| -- | ------ | ------ | ------------- | ------------------- | ---------------- |
| 1  | 김일경 | 내야수 |               | 은퇴                | 2013년 11월 13일 |
| 2  | 이대형 | 외야수 | KIA 타이거즈  | FA 자격에 따른 이적 | 2013년 11월 17일 |
| 3  | 최영진 | 내야수 | 두산 베어스   | 2차 드래프트 이적   | 2013년 11월 22일 |
| 4  | 강지광 | 외야수 | 넥센 히어로즈 | 2차 드래프트 이적   | 2013년 11월 22일 |
| 5  | 이성진 | 투수   | 한화 이글스   | 2차 드래프트 이적   | 2013년 11월 22일 |
| 6  | 이윤학 | 투수   | KT 위즈       | 2차 드래프트 이적   | 2013년 11월 22일 |
| 7  | 심재윤 | 외야수 | NC 다이노스   | 2차 드래프트 이적   | 2013년 11월 22일 |
| 8  | 정재복 | 투수   |               | 방출                | 2013년 11월 29일 |
| 9  | 조영민 | 투수   |               | 방출                | 2013년 11월 29일 |
| 10 | 임도현 | 외야수 |               | 방출                | 2013년 11월 29일 |
| 11 | 주키치 | 투수   |               | 퇴출                | 2014년 1월 5일   |

## 여담
- 홈구장인 서울종합운동장 야구장의 좌석 수를 기존 27000석에서 25000석으로 축소했다.
- 이 시즌에 2군 홈구장을 구리 LG 챔피언스 파크에서 이천에 있는 LG 챔피언스 파크로 변경했다.
- 황목치승은 이 시즌 1군에 데뷔하여 KBO 리그 역대 1군 출전 경력이 있는 대한민국 국적 선수 중 처음으로 고등학교와 대학교를 모두 해외에서 나온 선수가 되었다.
- 10월 6일 NC 다이노스와의 경기에서 신정락, 유원상, 신재웅이 나란히 단 1개의 안타도 허용하지 않으며 KBO 사상 최초의 팀 노히트 노런을 완성시켰다.
- 이병규 (1983년)는 홈스틸 실패 3회, 더블 스틸 실패 5회로 2013년 이후 단일 시즌 최다 기록을 세웠다.
- 이병규 (1983년)는 타자 주자 땅볼 시 2루 진루 성공률 32%로 2013년 이후 규정 타석 충족 타자 중 단일 시즌 최고 기록을 세웠다.
- 오지환은 2루 주자일 때 단타 시 득점 성공률 100%로 2013년 이후 규정 타석 충족 타자 중 최고 기록을 세웠다.
- 문선재는 이 시즌 1경기에 포수로 출전한 적이 있는데, 당시 2명의 상대 주자가 모두 도루를 시도하여 문선재는 단일 시즌 상대 도루 시도율 100%를 기록했다. 다만 문선재는 이 중 1명의 도루는 저지했다.
- ADT캡스 수비상의 투수 부문은 이때부터 시상했기 때문에 우규민은 투수 부문 첫 수상자가 되었다.
- 류택현은 이 시즌을 끝으로 은퇴하여 KBO 포스트시즌 사상 통산 최고 피안타율, 피BABIP(1.000)을 기록한 투수가 되었다.
- 이 시즌은 KBO 리그 사상 19번째로 규정 이닝 충족 투수 전원이 양수 WAR을 기록한 시즌이다. 이 중 가장 WAR이 낮았던 류제국은 WAR 1.82를 기록했다.
- 임지섭은 이 시즌까지 통산 3루 도루 3개를 허용하여 KBO 리그 역대 10대 투수 최다 기록을 세웠으나, 통산 홈스틸 저지 1회, 구원 경기 당 58구 투구를 기록하여 2013년 이후 KBO 리그 역대 10대 투수 최다 기록을 세웠다.
- 이병규 (1974년)는 KBO 리그 단일 포스트시즌 사상 40대 타자 최다 희생플라이(2) 기록을 세웠다.
- 이병규 (1974년)는 KBO 리그 단일 포스트시즌 사상 40대 타자 최고 타율, 출루율 기록을 세웠다.

## 같이 보기
- 2015년 LG 트윈스 시즌
- 2016년 LG 트윈스 시즌